# Abietinella abietina
Abietinella abietina là một loài Rêu trong họ Thuidiaceae. Loài này được (Hedw.) M. Fleisch. mô tả khoa học đầu tiên năm 1923.

## Hình ảnh

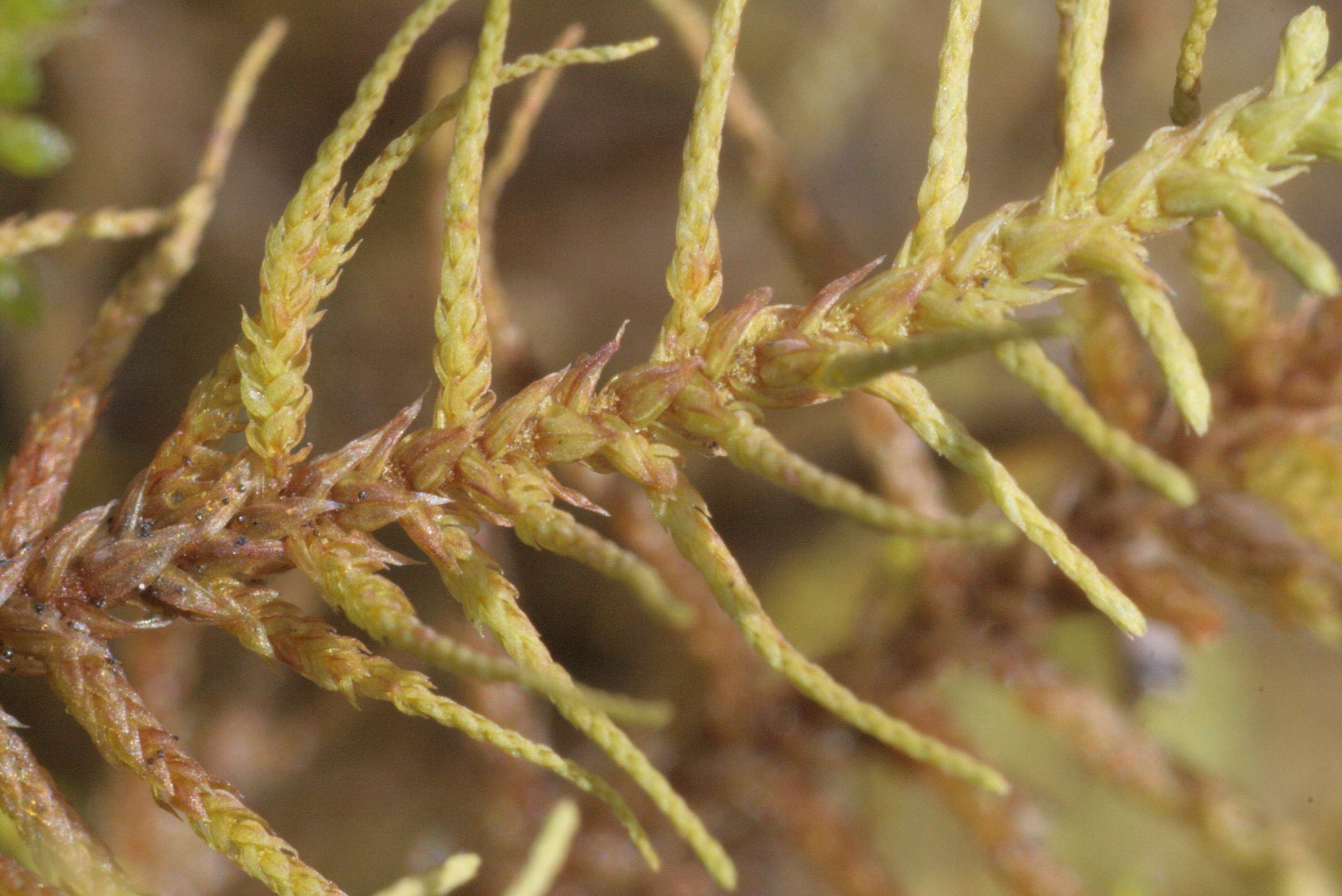
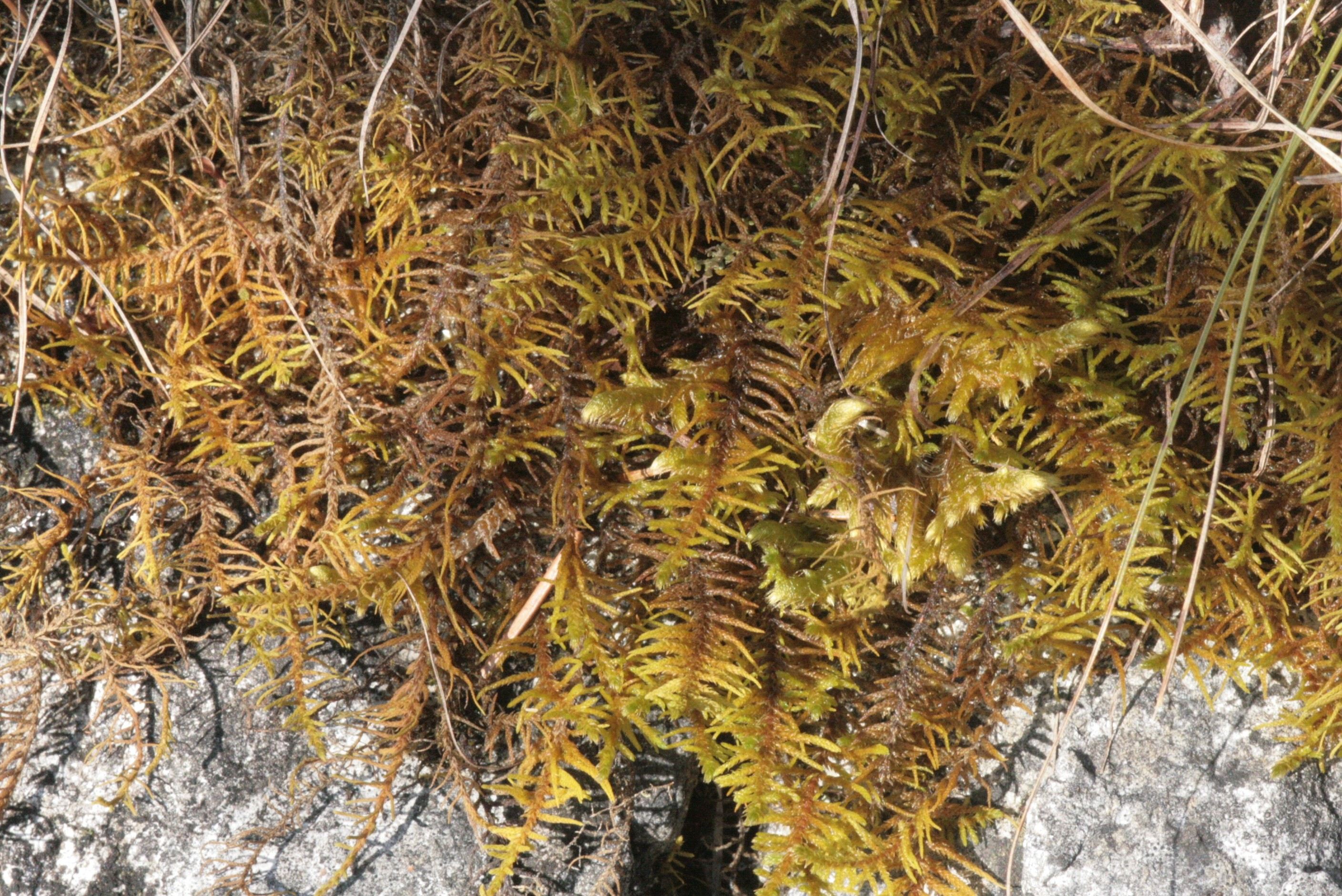